# 2-Methylcyclohexanol
2-Methylcyclohexanol ist eine chemische Verbindung aus der Gruppe der Cyclohexanolderivate, zählt also zu den Alkoholen.

## Stereoisomerie
2-Methylcyclohexanol besitzt zwei Stereozentren, somit existieren vier Stereoisomere:
- (1S,2R)-2-Methylcyclohexanol
- (1R,2S)-2-Methylcyclohexanol
- (1R,2R)-2-Methylcyclohexanol
- (1S,2S)-2-Methylcyclohexanol

| Isomere von 2-Methylcyclohexanol |                              |                              |                              |                              |
| Exakter Name                     | (1S,2R)-2-Methylcyclohexanol | (1R,2S)-2-Methylcyclohexanol | (1R,2R)-2-Methylcyclohexanol | (1S,2S)-2-Methylcyclohexanol |
| Strukturformel                   |                              |                              |                              |                              |

Eine Mischung aus (1S,2R)-2-Methylcyclohexanol und  
(1R,2S)-2-Methylcyclohexanol wird cis-2-Methylcyclohexanol genannt. trans-2-Methylcyclohexanol ist eine Mischung aus (1R,2R)-2-Methylcyclohexanol und (1S,2S)-2-Methylcyclohexanol.

## Gewinnung und Darstellung
trans-2-Methylcyclohexanol kann durch Hydroborierung von Methylcyclohexen gewonnen werden. Eine Mischung aus 75 % cis-2-Methylcyclohexanol und 25 % trans-2-Methylcyclohexanol kann durch Reduktion von 2-Methylcyclohexanon mit Lithiumtriethylborhydrid gewonnen werden.

## Eigenschaften
Die Verbindung ist eine farblose Flüssigkeit mit campherartigem Geruch, die schwer löslich in Wasser ist.

## Verwendung
2-Methylcyclohexanol wird verwendet, um die Wirkung von organischen Lösungsmitteln auf die Epoxidhydrolase zu untersuchen. Es wird auch bei der Herstellung von Essigsäure-(2-methyl-cyclohexylester) durch Reaktion mit Essigsäureanhydrid verwendet.

## Sicherheitshinweise
Die Dämpfe von 2-Methylcyclohexanol können mit Luft ein explosionsfähiges Gemisch (Flammpunkt 58 °C, Zündtemperatur 295 °C) bilden.